# (4367) Meech
(4367) Meech (1981 EE43) – planetoida z pasa głównego asteroid okrążająca Słońce w ciągu 4 lat i 333 dni w średniej odległości 2,89 j.a. Została odkryta 2 marca 1981 roku w Siding Spring Observatory w Australii przez Schelte Busa. Nazwa planetoidy pochodzi od Karen Jean Meech, astronom pracującej w Instytucie Astronomii Uniwersytetu Hawajskiego.